# Rio Stour (Dorset)
O rio Stour é um rio que nasce em Stourhead House, Wiltshire.
Thomas Hardy escreveu sobre  Com vista para o rio Stour , enquanto William Barnes referenciava similarmente os ““darksome pools o' stwoneless Stour” em seu “The Water Crowvoot”.
O Stour também aparece de maneira mais ocasional em A Rainha das Fadas.